# واورن (بیتبورگ-پروم)
واورن (به آلمانی: Wawern) یک شهر در آلمان است که در بیتبورگ-پروم واقع شده‌است.